# First World Hotel
Koordinaten: 3° 25′ 31,4″ N, 101° 47′ 39,1″ O
Das First World Hotel ist ein Hotel in Genting Highlands, einer Hill Station in der malaysischen Provinz Pahang. Mit insgesamt 7351 Zimmern hält es aktuell (2021) den Weltrekord für das Hotel mit den meisten Zimmern. Diesen Titel hatte es bereits bei der Eröffnung 2006 inne, als es noch 6118 Zimmer hatte. Dann eröffnete im Januar 2008 The Palazzo in Las Vegas, ein Erweiterungsbau des Venetian, wodurch das Venetian mit 7128 Zimmern neuer Rekordhalter wurde. Im Juni 2015 holte sich das First World Hotel den Titel zurück, als es selbst einen großen Erweiterungsbau eröffnete. Seit 2006 empfing das Hotel 35,5 Millionen Gäste.

## Ausstattung

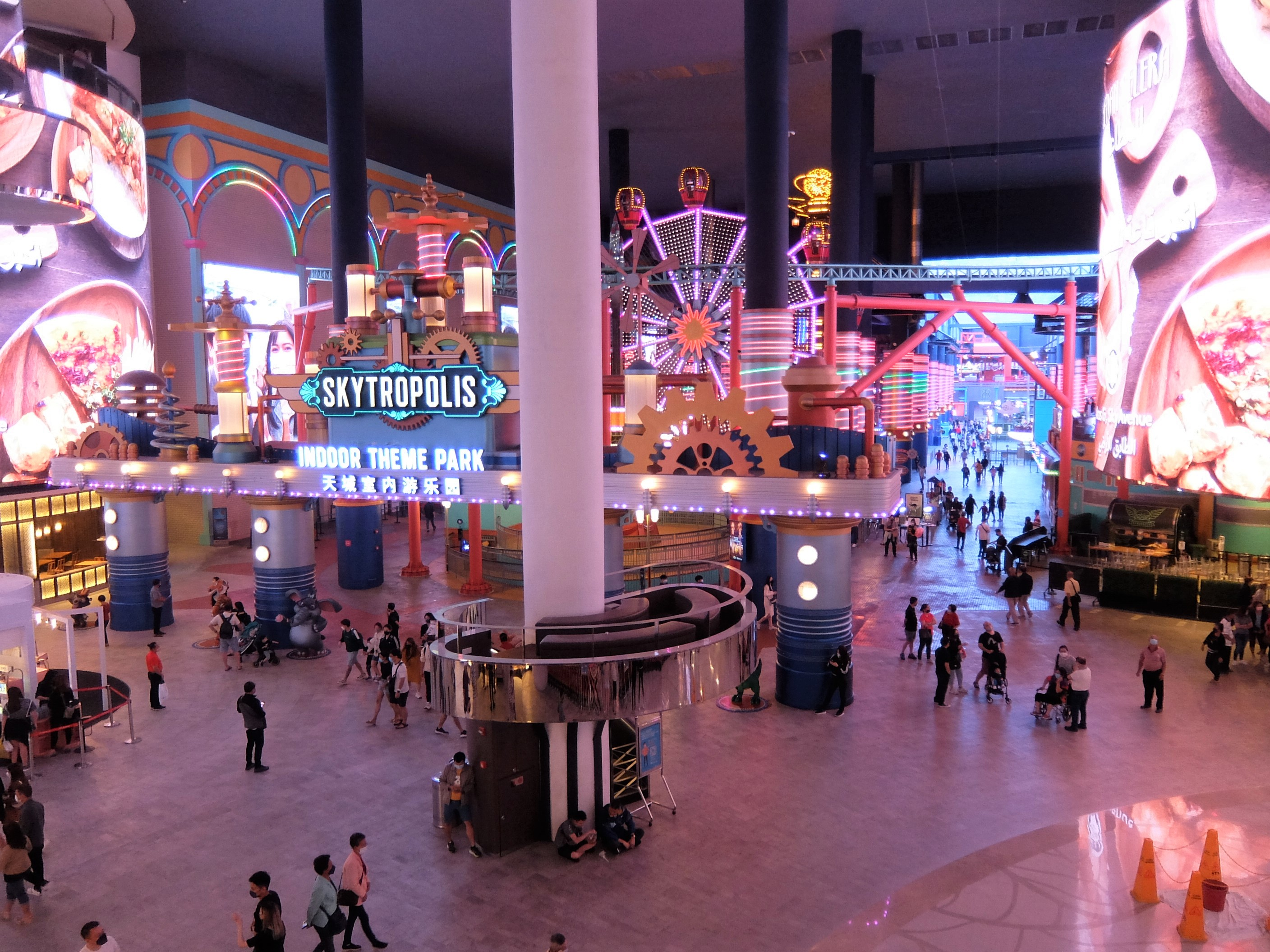
First World Plaza

Das Hotel besteht aus zwei 28-stöckigen Komplexen, Tower 1 und Tower 2. Die Zimmer unterteilen sich in 3164 sogenannte Standard Rooms, 2922 Deluxe Rooms, 649 Deluxe Triple Rooms, 480 Superior Deluxe Rooms und 136 World Club Rooms. Der 2015 eröffnete Erweiterungsbau hat insgesamt 1286 Zimmer mit einer durchschnittlichen Fläche von 16,7 Quadratmetern. Für die 4000 Gäste, die täglich einchecken, stehen 32 Automaten zur Verfügung, die Identifikation des Besuchers und Zimmerzuweisung eigenständig übernehmen.
Unter dem Hotel befindet sich ein 46.000 Quadratmeter großes Einkaufszentrum, das First World Plaza, mit Läden, Restaurants, einem Kino, einer Bowlingbahn und einem sogenannten „Odditorium“ von Ripley’s Believe It or Not!. Zudem befindet sich unter dem Hotel das einzige Casino Malaysias.